# جسیکا آندرسون
جسیکا آندرسون (انگلیسی: Jessica Andersson؛ زادهٔ ۲۷ اکتبر ۱۹۷۳) خواننده و موسیقی‌دان اهل سوئد است. او در مسابقه آواز یوروویژن ۲۰۰۳ که در ریگا (لتونی) برگزار شد بعنوان نماینده کشور سوئد حضور داشت.